# Kobus
Los cobos (Kobus) son un género de mamíferos artiodáctilos pertenecientes a la familia Bovidae, subfamilia Reduncinae.

## Especies
- Kobus anselli
- Kobus ellipsiprymnus
- Kobus kob
- Kobus leche
- Kobus megaceros
- Kobus vardonii